# Be Well
Be Well — американський хардкор-панк гурт, створений у 2019 році в Балтиморі, штат Меріленд.
До складу гурту Be Well входять учасники гуртів Bane, Only Crime, Darkest Hour, Fairweather, Ashes, Battery, Olympia, Beasts of No Nation і Converge. 
У грудні 2019 року гурт підписав контракт з лейблом Equal Vision Records. 
У серпні 2020 року гурт Be Well випустив альбом The Weight and the Cost.

## Учасники гурту
- Брайан Мактернан (Brian McTernan) — провідний вокал (2019—теперішній час)
- Аарон Далбек (Aaron Dalbec) — бас (2019—теперішній час)
- Шейн Джонсон (Shane Johnson) — ударні (2019—теперішній час)
- Майк Шлейбаум (Mike Schleibaum) — гітара (2019—теперішній час)
- Пітер Цурас (Peter Tsouras) — гітара (2019—теперішній час)

## Студійні альбоми
| Назва                   | Детальна інформація                                                                                    | Пікові позиції в чартах |
| ----------------------- | --- | ----------------------- |
| Назва                   | Детальна інформація                                                                                    |                         |
| The Weight and the Cost | - Дата релізу: 21 серпня, 2020 - Лейбл: Equal Vision Records End Hits Records - Формат: CD, CS, DL, LP | —                       |

## Мініальбоми
| Назва   | Детальна інформація                                                          | Пікові позиції в чартах |
| ------- | ---------------------------------------------------------------------------- | ----------------------- |
| Назва   | Детальна інформація                                                          |                         |
| Be Well | - Дата релізу: 4 грудня, 2019 - Лейбл: Equal Vision Records - Формат: DL, LP | —                       |